# Kreis Sárbogárd
Der Kreis Sárbogárd (ungarisch Sárbogárdi járás) ist ein Kreis im Süden des mittelungarischen Komitats Fejér. Er grenzt im Süden an das Komitat Tolna. Im Westen bildet der Kreis Enying die Grenze, im Norden der Kreis Székesfehérvár und im Osten der Kreis Dunaújváros.

## Geschichte
Der Kreis entstand im Zuge der ungarischen Verwaltungsreform Anfang 2013 als Nachfolger des Kleingebiets Sárbogárd (ungarisch Sárbogárdi kistérség) mit allen 10 Gemeinden, ergänzt durch 2 Gemeinden aus dem Ende 2012 aufgelösten Kleingebiet Aba. Das Territorium vergrößerte sich hierdurch um 3.883 Einwohner (16 %).

## Gemeindeübersicht
Der Kreis Mór hat eine durchschnittliche Gemeindegröße von 2.298 Einwohnern auf einer Fläche von 54,46 Quadratkilometern. Die Bevölkerungsdichte des drittkleinsten Kreises liegt unter der des gesamten Komitats. Verwaltungssitz ist die einzige Stadt Sárbogárd, im Zentrum des Kreises gelegen.
| Gemeinde        | Status       | Herkunft Kleingebiet | Einwohnerzahl | Einwohnerzahl | Einwohnerzahl | Fläche (km²) | Bevölkerungs- dichte (Ew./km²) |
| Gemeinde        | Status       | Herkunft Kleingebiet | 01.10.2011    | 01.01.2013    | 01.01.2016    | 01.01.2016   | Bevölkerungs- dichte (Ew./km²) |
| --------------- | ------------ | -------------------- | ------------- | ------------- | ------------- | ------------ | ------------------------------ |
| Alap            | Gemeinde     | Sárbogárd            | 1.953         | 1.967         | 1.885         | 48,29        | 39,0                           |
| Alsószentiván   | Gemeinde     | Sárbogárd            | 645           | 658           | 624           | 39,65        | 15,7                           |
| Cece            | Großgemeinde | Sárbogárd            | 2.598         | 2.589         | 2.570         | 58,85        | 43,7                           |
| Hantos          | Gemeinde     | Sárbogárd            | 956           | 962           | 951           | 36,96        | 25,7                           |
| Igar            | Gemeinde     | Sárbogárd            | 978           | 956           | 914           | 41,19        | 22,2                           |
| Mezőszilas      | Gemeinde     | Sárbogárd            | 2.116         | 2.140         | 2.069         | 64,97        | 31,8                           |
| Nagylók         | Gemeinde     | Sárbogárd            | 1.080         | 1.056         | 1.050         | 32,44        | 32,4                           |
| Sárbogárd       | Stadt        | Sárbogárd            | 12.446        | 12.508        | 12.038        | 189,33       | 63,6                           |
| Sáregres        | Gemeinde     | Sárbogárd            | 731           | 737           | 733           | 26,16        | 28,0                           |
| Sárkeresztúr    | Gemeinde     | Aba                  | 2.520         | 2.524         | 2.513         | 46,75        | 53,8                           |
| Sárszentágota   | Gemeinde     | Aba                  | 1.332         | 1.359         | 1.319         | 45,50        | 29,0                           |
| Vajta           | Gemeinde     | Sárbogárd            | 941           | 1.053         | 912           | 23,43        | 38,9                           |
| Kreis Sárbogárd |              |                      | 28.296        | 28.509        | 27.578        | 653,52       | 42,2                           |